# Max (film, 2013)
Pour les articles homonymes, voir Max.
Pour plus de détails, voir Fiche technique et Distribution.
Max est un film de Noël français réalisé par Stéphanie Murat, sorti en 2013, coproduit par Thierry Ardisson, Lisa Azuelos et Julien Madon,,. Le tournage du film a eu lieu de janvier à mars 2012.

## Synopsis
Quelques jours avant Noël, Max (Shana Castera), une petite fille qui a perdu sa mère le jour de sa naissance, loue les services d'une prostituée (Mathilde Seigner) pour son père, Toni (JoeyStarr),.

## Fiche technique
- Titre : Max
- Réalisation : Stéphanie Murat
- Scénario : Stéphanie Murat, Vincent Cappello
- Photographie : Pierre Aïm
- Musique : Alexis Rault
- Supervision musicale : My Melody
- Montage : Sandro Lavezzi
- Costumes : Brigitte Slama
- Distribution :  France : Warner Bros
- Production : Lisa Azuelos et Julien Madon
- Sociétés de production : Bethsabée Mucho, Ardimages, en association avec Cinémage 6
- Pays d'origine :  France
- Genre : comédie romantique
- Durée : 83 minutes
- Budget : 7 millions d'euros[7]
- Box-Office : 495 795 entrées
- Date de sortie : 
  -  France : 23 janvier 2013

## Distribution
- JoeyStarr : Toni
- Mathilde Seigner : Rose
- Shana Castera : Max
- Jean-Pierre Marielle : Nick
- François Berléand : le commissaire de police
- Sylvie Testud : Nina
- Evelyne Buyle : la femme avec laquelle Toni et Nick ont un accident
- Jean-Louis Barcelona : le livreur de poulet
- Zinedine Soualem : Mario
- Dominique Besnehard : le directeur de l’école
- Claire de Fosse : Mme Guimou
- Lise Lamétrie : Mme Martin, l'assistante sociale
- Téïlo Azaïs : Thomas (le petit garçon à la fête de l'école)
- Aeryn Ptak : la petite fille de la supérette (silhouette/figurante)

## Distinctions
- 2012 : Festival du film de Sarlat : meilleur film